# شورلت کی۵ بلیزر

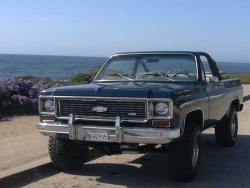

شورلت کی۵ بلیزر (Chevrolet K۵ Blazer) خودرویی است که در سال‌های ۱۹۶۹ تا ۱۹۹۴ در ایالات متحده آمریکا تولید شده است. طراحی آن به صورت موتور جلو، توزیع نیروی پیشران و خودرو چهار چرخ محرک بوده است.

## نگارخانه

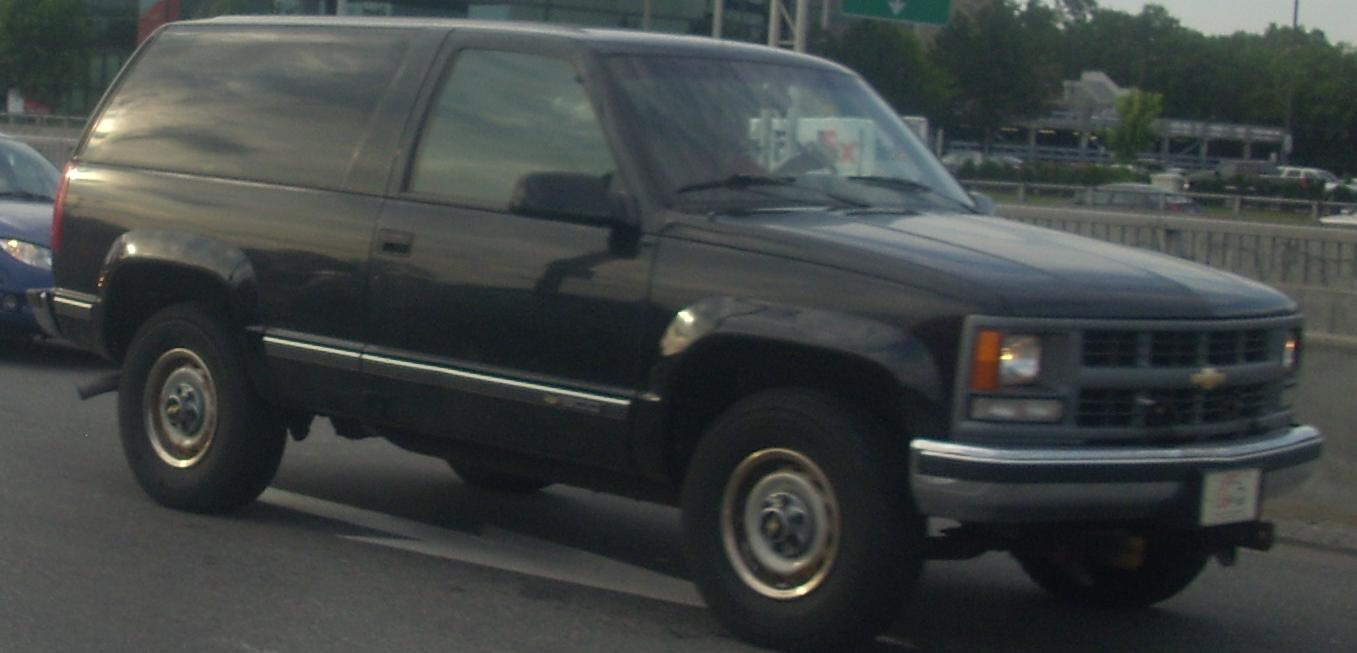
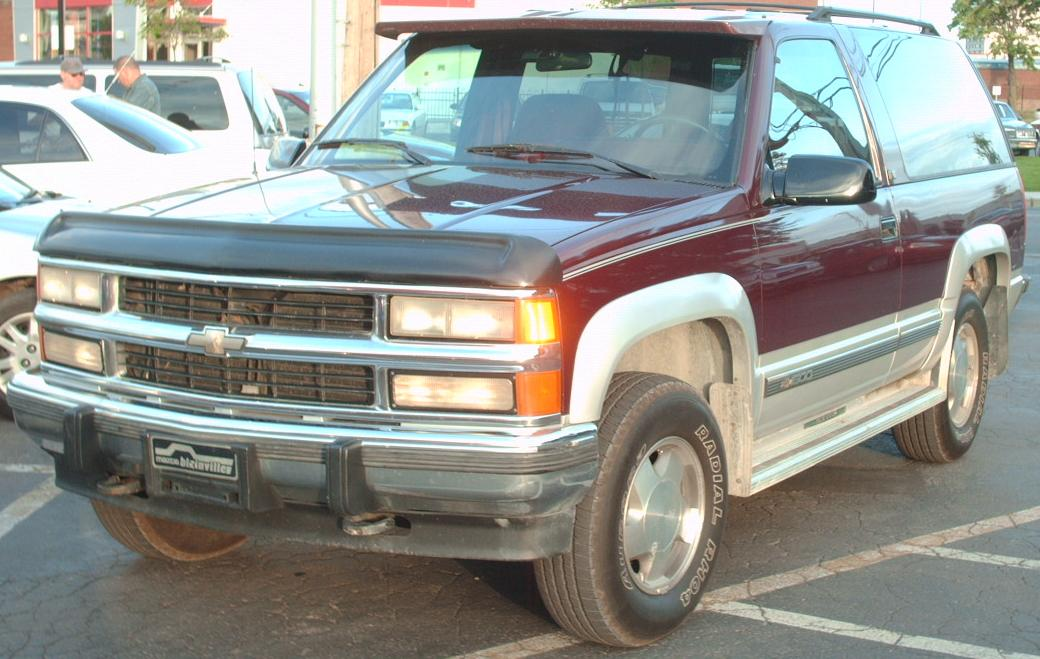